# Ceratopogoninae

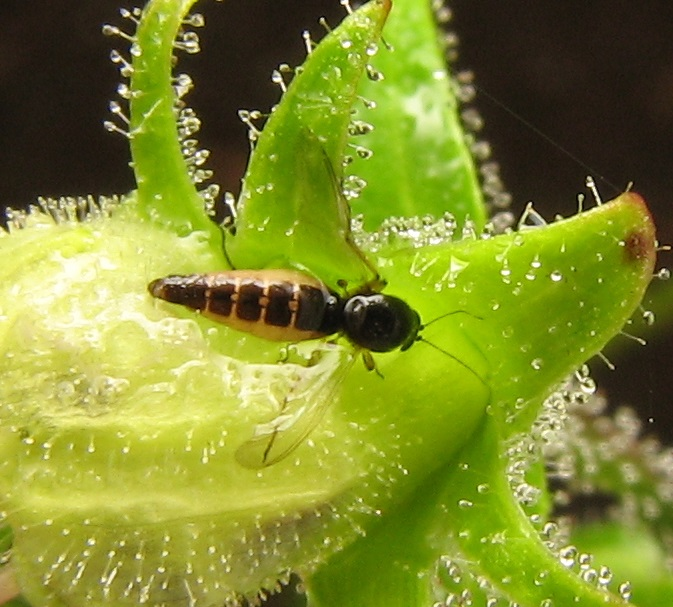
Palpomyiini atrapado por los pelos pegajosos de Penstemon

Ceratopogoninae es una subfamilia de dípteros nematóceros perteneciente a la familia Ceratopogonidae. La larva es alargada, sin ganchos. La mayoría de las larvas de esta subfamilia son depredadoras. Los adultos generalmente toman sangre de vertebrados o atacan a otros insectos.

## Tribus
- Ceratopogonini Newman, 1843
- Culicoidini Wirth, Ratanaworabhan & Blanton, 1947
- Heteromyiini Wirth, 1962
- Palpomyiini Cornet, 1981
- Sphaeromiini Wirth, 1962
- Stenoxenini Coquillett, 1899

Ceratopogoninae, incertae sedis
- Alautunmyia Borkent, 1996 †
- Archiculicoides Szadziewski, 1996 †
- Didymophleps Weyenbergh, 1883
- Eopalpomyitis Hong, 2000 †
- Neoculicoides Pierce, 1996 †
- Paraculicoides Pierce, 1996 †
- Protoculicoides Boesel, 1937 †
- Sinopogonites Hong, 2002 †